# Pescarii din arhipelag
Pescarii din arhipelag (titlul original: în italiană La grande strada azzurra) este un film dramatic italian, 
realizat în 1957 de regizorul Gillo Pontecorvo, după romanul Squarciò a scriitorului Franco Solinas, protagoniști fiind actorii Yves Montand, Alida Valli, Francisco Rabal, Mario Girotti.

## Conținut
Printre pescarii săraci din arhipelag, Squarciò, care pescuiește ilegal cu explozivi, este printre puțini care se bucură de o anumită bunăstare. Șeful de post Gaspare, cu care Squarciò a copilărit, deși îi cunoaște metodele, nu are probe ca să îl poată aresta. Într-o zi, un tânăr șomer de care Diana, fiica lui Squarciò este îndrăgostită, fură exploziv pentru pescar. Surprins de șeful de post, vrea să scape fugind, dar împiedecându-se cade și explozivul se detonează omorându-l. Șeful de post demisionează iar urmașul său primind o șalupă nouă și mult mai rapidă, speră să îmbunătățească supravegherea. În timp ce ceilalți pescari își propun să se organizeze într-o cooperativă, Squarciò își cumpără pe datorie un motor puternic pentru barca lui, astfel va putea scăpa în cazul că ar fi surprins de poliție în timp ce pescuiește cu explozivul preparat de el. Prins în flagrant de noul șef de post în timp ce pescuia cu cei doi fii, este nevoit să scufunde barca cu prada de pești, ca să poată fugi. Cu timpul își dă seama că a rămas singur, copii și soția îi dezaprobă tacit metoda riscantă de a pescui, ceilalți pescari îl evită iar poliția este tot timpul în urma lui...

## Distribuție
- Yves Montand – Squarciò
- Alida Valli – Rosetta, soția lui

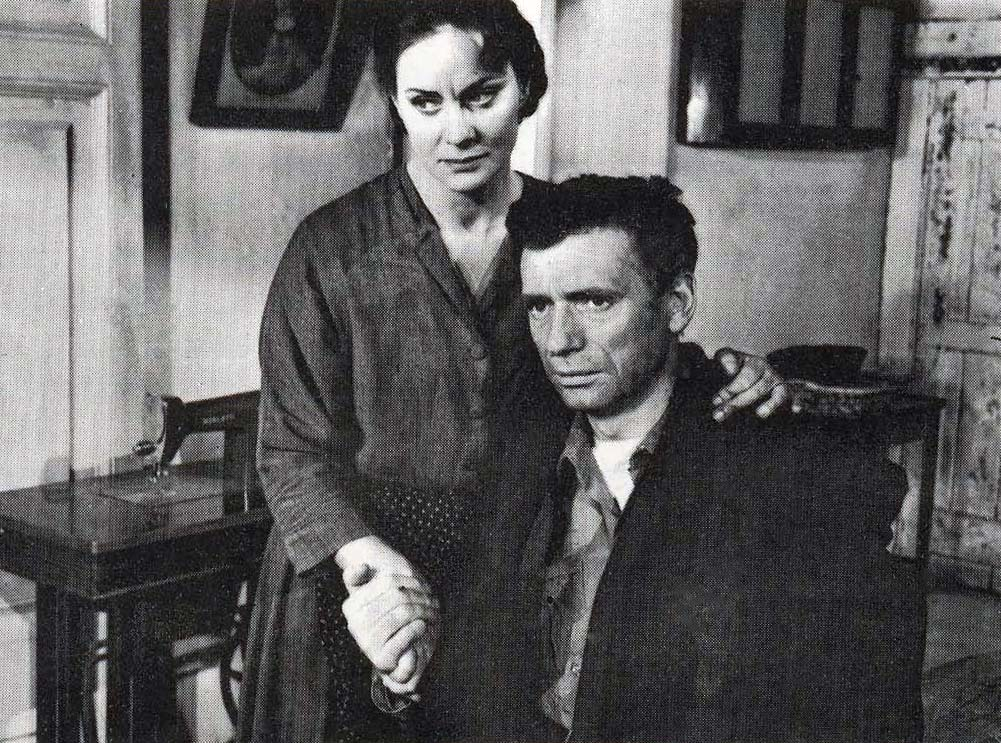
Scenă din film cu Alida Valli și Yves Montand

- Federica Ranchi – Diana, fiica lor
- Ronaldo Bonacchi – Bore Squarciò, fiul cel mic
- Giancarlo Soblone – Antonio 'Tonino' Squarciò, fiul cel mare
- Francisco Rabal – Salvatore
- Umberto Spadaro – Gaspare Puggioni, șeful de post
- Mario Girotti – Renato, fiul lui Salvatore
- Peter Carsten – Rivo
- Ronaldino Jamez Verhovec –

## Premii
- 1958 - Festivalul Internațional de Film de la Karlovy Vary
  - Premiul pentru tinerii regizori